# Mruwak
Mruwak is een bestuurslaag in het regentschap Madiun van de provincie Oost-Java, Indonesië. Mruwak telt 2999 inwoners (volkstelling 2010).